# Nyaburika
Nyaburika är ett vattendrag i Burundi.   Det ligger i provinsen Bubanza, i den nordvästra delen av landet, 28 km norr om huvudstaden Bujumbura.
Omgivningarna runt Nyaburika är en mosaik av jordbruksmark och naturlig växtlighet. Runt Nyaburika är det tätbefolkat, med 411 invånare per kvadratkilometer.